# Epicypta fumipennis
Epicypta fumipennis är en tvåvingeart som beskrevs av Bukowski 1934. I den svenska databasen Dyntaxa används istället namnet Platurocypta testata. Enligt Catalogue of Life ingår Epicypta fumipennis i släktet Epicypta och familjen svampmyggor, men enligt Dyntaxa är tillhörigheten istället släktet Platurocypta och familjen svampmyggor. Arten är reproducerande i Sverige. Inga underarter finns listade i Catalogue of Life.